# Togölen (Eringsboda socken, Blekinge, 625687-147309)
Togölen är en sjö i Ronneby kommun i Blekinge och ingår i Nättrabyåns huvudavrinningsområde.